# 香山农场
香山农场，是中国内蒙古自治区通辽市扎鲁特旗下辖的一个类似乡级单位。

## 行政区划
香山农场共辖以下地区：
一分场、二分场、三分场、四分场、五分场、六分场、稻子把分场、向阳分场。